# 붉은배파쿠
붉은배파쿠(Red-bellied pacu)는 세라살무스과에 속하는 피라냐와 실버달러의 가까운 친척인 큰 종의 파쿠이다. 또한 붉은배파쿠는 널리 재배되고 있으며 다른 지역에도 도입되었다. 플로리다주 남부에서는 강, 운하 또는 호수에 서식한다.

## 생태학
일반적으로 행동은 밀접하게 관련된 탐바키의 행동과 유사하다. 이동하는 물고기이지만 패턴은 잘 알려져 있지 않다. 산란은 홍수기 초인 11월에서 2월 사이에 발생한다. 붉은배파쿠의 유충은 백수하천에서 발견되지만 성충은 주로 범람한 숲과 영양이 풍부하거나 영양이 부족한 강을 포함한 다양한 강 유형의 범람원에서 서식한다. 붉은배파쿠는 탐바키와 달리 영양이 부족한 강의 상류 (하류 지역뿐만 아니라)에서도 발생한다.
주로 과일, 씨앗, 견과류를 먹지만 기회주의적이며 특히 건기에는 동물성 플랑크톤, 곤충, 갑각류, 작은 물고기도 잡아먹는다. 일반적으로 탐바키보다 더 많은 씨앗이 붉은배파쿠를 손상 없이 통과할 수 있으므로 전자가 전반적으로 더 효율적인 씨앗 분산기이다.

## 외모
붉은배파쿠는 길이가 최대 88cm, 무게가 25kg에 달할 수 있다.
어린 개체는 가슴과 배가 뚜렷하고 육식성 붉은배피라냐와 쉽게 혼동되지만, 치아로 분리할 수 있는데, 치아는 붉은배파쿠의 어금니와 비슷하다. 이러한 유사성은 다른 종에 의한 포식을 피하기 위한 붉은배파쿠의 베이츠 의태로 추정된다. 성체는 밝은 붉은 가슴과 배가 부족하고 탐바키와 비슷하지만 몇 가지 유리질 및 형태학적 특징에 의해 분리될 수 있다. 붉은배파쿠는 지방 지느러미가 작아 광선이 부족하고 치아와 피질의 차이가 있다. 붉은배파쿠는 또한 더 둥근 머리 프로필을 가지고 있다(덜 길고 뾰족함). 이 속의 다른 구성원인 붉은배파쿠는 더 작은 비늘 크기와 더 많은 측면 비늘 (110개 이상)로 구별할 수 있다.